# Tourisme en Colombie
Le tourisme en Colombie est une activité économique importante pour ce pays d'Amérique du Sud.

## Tendance et prospective
- Sécurité nationale en Colombie

Pendant de nombreuses années, le conflit armé interne a dissuadé les touristes de visiter la Colombie, les agences de voyages mettant en garde les touristes projetant de visiter ce pays. Toutefois, ces dernières années, le nombre de visiteurs a fortement augmenté grâce aux améliorations apportées à la sécurité résultant de la politique de sécurité démocratique du président Álvaro Uribe, qui a notamment consisté en une augmentation significative de la force militaire et de la présence policière dans tout le pays et a éloigné les groupes rebelles des grandes villes, des routes et sites touristiques susceptibles d'attirer des visiteurs internationaux. Les visites de touristes étrangers ont progressé de 0,5 million en 2003 à 1,3 million en 2007, tandis que Lonely Planet présentait la Colombie comme l'une de ses dix premières destinations mondiales pour 2006.
En 2010, le tourisme en Colombie a augmenté de 11 %, selon l'UNWTO Tourism Highlights de cette année-là. En 2010, la Colombie a reçu 1,4 million de visiteurs étrangers, selon les statistiques officielles. En novembre 2010, l'U.S. State Department pour le pays a déclaré que les conditions de sécurité s'étaient considérablement améliorées ces dernières années et que les enlèvements avaient été sensiblement réduits, mais a mis en garde les voyageurs contre les menaces persistantes de terrorisme et les dangers de la criminalité de droit commun, y compris les prises d'otages. La hausse des taux d'homicides à Medellín et Carthagène a également été mise en évidence et des citoyens américains ont été invités à voyager d'une ville à l'autre par les airs plutôt que d'utiliser les transports terrestres. Selon l'UNWTO Tourism Highlights 2016, le nombre d'arrivées de touristes internationaux a augmenté avec 2,9 millions de visiteurs enregistrés en 2015.

## Transport
- Transport en Colombie
- Liste des aéroports en Colombie
- Transport ferroviaire en Colombie
- Réseau routier de la Colombie

## Sites touristiques
- Aires protégées en Colombie
- Liste du patrimoine mondial en Colombie
- Musées et galeries d'art en Colombie
- Attractions touristiques à Bogota
- Attractions touristiques à Cali
- Attractions touristiques à Carthagène (Colombie)
- Attractions touristiques à Medellín
- Sites archéologiques en Colombie

Les attractions touristiques colombiennes incluent le quartier historique de Bogota, La Candelaria, la ville fortifiée et les plages de Carthagène des Indes, les villes coloniales de Santa Fe de Antioquia, Popayán, Villa de Leyva et Santa Cruz de Mompox, le sanctuaire de Las Lajas et la cathédrale de sel de Zipaquirá. Les touristes sont également attirés par les nombreux festivals colombiens, y compris la feria de Cali, le carnaval de Barranquilla, le carnaval des Noirs et Blancs à Pasto, la Foire aux Fleurs (es) de Medellín et le Festival de théâtre ibéro-américain (es) à Bogota. Dans le même temps, en raison de l'amélioration de la sécurité, les navires de croisière naviguant dans les Caraïbes s'arrêtent maintenant à Carthagène et Santa Marta.
La grande diversité géographique, la flore et la faune à travers la Colombie ont également permis le développement d'une industrie écotouristique, concentrée dans les parcs nationaux du pays. Les destinations écotouristiques les plus populaires sont le parc national naturel de Tayrona dans la Sierra Nevada de Santa Marta, le cap de la Vela sur la pointe de la péninsule de Guajira, le volcan Nevado del Ruiz, la Vallée de Cocora (en) et le désert de la Tatacoa dans la région centrale des Andes, le Parc national naturel des Farallones de Cali dans le departement de Valle del Cauca, le parc national naturel d'Amacayacu dans le bassin du fleuve Amazone, et les îles du Pacifique de Malpelo et Gorgona, ainsi que d'autres paysages uniques comme le Caño Cristales, appelé la rivière aux cinq couleurs, dans le Meta. La Colombie abrite sept sites classés au patrimoine mondial de l'UNESCO.